# H.C. ten Berge
Johannes Cornelis (Hans) ten Berge (Alkmaar, 24 december 1938) is een Nederlands dichter, prozaschrijver, essayist en literair vertaler. Hij publiceert onder de naam H.C. ten Berge.

## Literaire loopbaan
Ten Berge debuteerde in 1964 met de dichtbundel Poolsneeuw. Hij vertaalde  werk van onder anderen Ezra Pound. Voor Ten Berge is dichten een vorm van onderzoek. Hij heeft een grote belangstelling voor natuurvolken als de Eskimo's en de Azteken. In 1967 richtte hij het tijdschrift Raster op, waarvan hij lange tijd de enige redacteur was.
H.C. ten Berge ontving op 19 mei 2006 de P.C. Hooft-prijs voor zijn gehele oeuvre, dus ook zijn prozawerken, omdat de jury van mening was dat zijn poëzie onlosmakelijk verbonden is met zijn proza.
De auteur heeft zijn roman De stok van Schopenhauer (2012) in eigen beheer uitgegeven omdat zijn uitgever en andere uitgevers het boek niet wilden publiceren. Het boek is inmiddels wel aan de tweede druk toe.
Hans ten Berge woont in Zutphen. Hij is een jongere broer van de journalist Henk ten Berge.

## Prijzen
- 1964 - Poëzieprijs van de gemeente Amsterdam voor Journaal I, II en XII
- 1968 - Lucy B. en C.W. van der Hoogtprijs voor Personages
- 1971 - Prozaprijs van de gemeente Amsterdam voor Een geval van verbeelding
- 1972 - Bijzondere prijs van de Jan Campert-stichting voor zijn leiding van het tijdschrift Raster
- 1987 - Multatuliprijs voor Het geheim van een opgewekt humeur
- 1996 - Constantijn Huygensprijs voor zijn gehele oeuvre
- 2003 - A. Roland Holst-Penning voor zijn gehele oeuvre
- 2006 - P.C. Hooft-prijs voor zijn gehele oeuvre
- 2019 - benoemd tot Ridder in de Orde van de Nederlandse Leeuw.